# هند بوجمعة
هند بوجمعة هي كاتبة ومخرجة أفلام تونسيَّة بلجيكيَّة.

## حياتها
حصلت هند بوجمعة على شهادة جامعية في التسويق، وعملت في مستحضرات التجميل والمؤثرات الخاصة، وربت أولادها قبل أن تبدأ مسيرتها المهنية في صناعة الأفلام. درست هند كتابة السيناريو في عام 2006 في مدرسة مراسلة فرنسية، وكتبت في عام 2009 فيلمًا روائيًا بعنوان «تحت الجنة» (Under Paradise)، وفاز بجائزة الكتابات الجنوبية (Sud Ecriture) في مهرجان قرطاج السينمائي. قالت هند بأنَّ الثورة التونسية كانت مسؤولة عن ثورتها الشخصية، مما منحها الإلهام لمتابعة صناعة الأفلام بنفسها.
يناقش الفيلم الوثائقي لهند «يا من عاش» حياة شابة في تونس تحاول رعاية أطفالها بعد الثورة التونسية. ويصور فيلمها الطويل لعام 2019 «نورا تحلم» (التي تلعب دورها الفنانة هند صبري) امرأة عالقة بين زوجها وعشيقها. عُرض الفيلم لأول مرة في مهرجان تورونتو السينمائي الدولي.

## أفلام
من أفلامها:
- «يا من عاش»، 2012
- «ويتزوج روميو جولييت»، 2014
- «نورا تحلم»، 2019

## روابط خارجية
- هند بوجمعة على موقع IMDb (الإنجليزية)
- هند بوجمعة على موقع قاعدة بيانات الأفلام العربية
- هند بوجمعة على موقع ألو سيني (الفرنسية)